# 漏電感

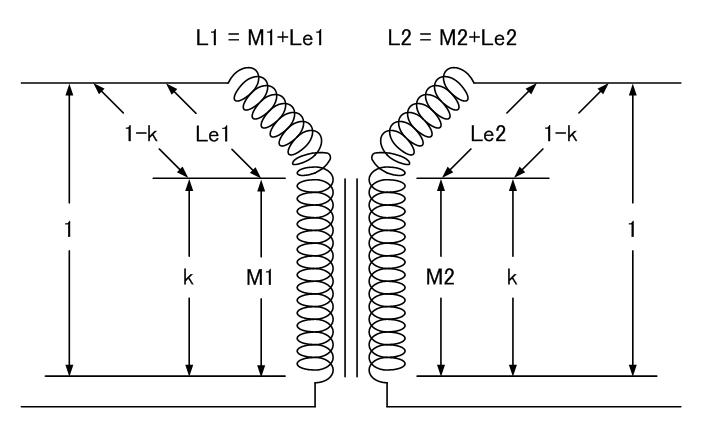
L_{e1}與L_{e2}是漏電感

漏電感，或漏感（英語：Leakage inductance）源于不完全耦合的變壓器，是變壓器中初級線圈與次級線圈的耦合係數小於1，變壓器部分線圈不會有變壓作用，只有類似抑流電感的作用，這部份線圈的電感即為漏電感。
若初級線圈與次級線圈完全耦合（耦合係數k=1）為理想的變壓器時，漏電感的數值為零。但一般變壓器的耦合係數多為1以下，因為未完全耦合，所以線圈的大部分有變壓器的功能、有一部份具有電感的功能。在等效電路上，漏電感指的是與變壓器的初級線圈或次級線圈與Choke Coil Le以串聯方式連接。漏電感的定義有電氣學會及工業會測量法的兩種定義。

## 漏電感的產生

變壓器的磁通

### 變壓器的磁通
變壓器中與初級側線圈及次級側線圈兩者皆互連的磁通稱為互磁通（或主磁通，Φ12或Φ21）。變壓器的磁通除此之外，還有僅與初級側線圈互連而未與次級側線圈互連的初級側漏磁通（或自磁通Φσ1），僅與次級側線圈互連而未與初級側線圈互連的次級側漏磁通（Φσ2）。理想的變壓器中只會有互磁通，但實際上因為變壓器中有磁氣外漏所以一定會有漏磁通的存在。且因為漏磁通僅是與初級側線圈，次級側線圈任一方交鏈，也就是意味著這是各線圈的電感附加在其中。因此，初級側漏磁通為初級側漏電感，次級側漏磁通為次級側漏電感。

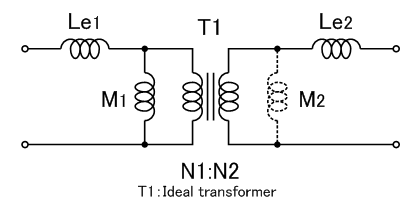
漏電感

耦合係數k，初級線圈的自感為L1，次級線圈的自感為L2，則各漏電感為：
{\displaystyle L_{\mathrm {e1} }=(1-k)\cdot L_{\mathrm {1} }\,}
{\displaystyle L_{\mathrm {e2} }=(1-k)\cdot L_{\mathrm {2} }\,}

### 三端子等效電路

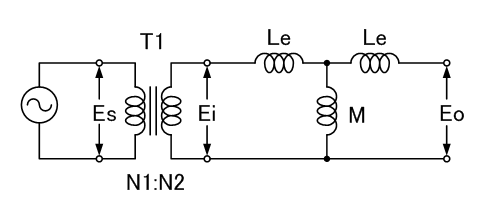
三端子等效電路

變壓器的等效電路中漏電感在初級側或次級側中透過理想的變壓器變換為阻抗，亦被記載為相互電感:互感，這就是三端子等效電路。以三端子等效電路表示的變壓器的等效電路中，初級側漏電感Le1與次級側漏電感Le2為相同數值，這是電氣學會定義的漏電感。

## 實際測量漏電感(短路電感)

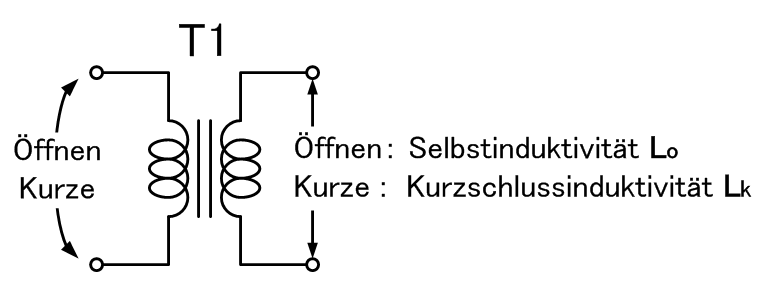
實際測量漏電感（短路電感）

工業會中實際測量所制定的漏電感Lk為將變壓器的初級線圈或次級線圈短路，測量另一方所得，此Lk即為工業會實際測量（工業標準）所得的漏電感，與電氣學會定義的漏電感數值不同。這Lk是被稱於其他國家工業標準的短路電感(short circuit inductance Lsc 或 Kurzschlussinduktivität Lk )。
實際測量Löffnen及Lkurz可得耦合係數k：
{\displaystyle k={\sqrt {1-{\frac {L_{kurz}}{L_{offnen}}}}}}
將次級側短路測量初級側所得的電感稱為初級側漏電感Lk1，將初級側短路測量次級側所得的電感稱為次級側漏電感Lk2。利用這些數值與各自的線圈的自感，算出的耦合係數k，在初級側及次級側所測量到的數值必須完全相同。

## L等效電路（簡易等效電路）

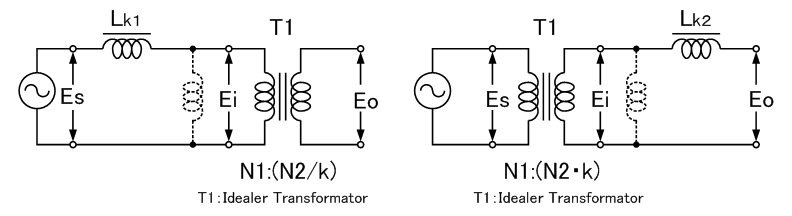
L等效電路（簡易等效電路）

較為實用的表示方式是將漏電感整合在初級側或次級側。等效電路中不管將漏電感配置在初級側或次級側，根據其線圈數比（變成比）會與阻抗變換值相同：
{\displaystyle L_{\mathrm {k2} }=L_{\mathrm {k1} }\cdot \left({\frac {N_{2}}{N_{1}}}\right)^{2}}
{\displaystyle L_{\mathrm {k1} }=L_{\mathrm {k2} }\cdot \left({\frac {N_{1}}{N_{2}}}\right)^{2}}
此時，若漏電感Lk與變壓器的初級線圈或次級線圈與Choke Coil Le以串聯方式連接則會有等效的功能。在設計電路上，工業會中實際測量所得的漏電感較具實用性。

各自的線圈的自感L1，L2與工業會中實際測量且定義的漏電感的關係如下：
{\displaystyle L_{\mathrm {k1} }=(1-k^{2})\cdot L_{\mathrm {1} }\,}
{\displaystyle L_{\mathrm {k2} }=(1-k^{2})\cdot L_{\mathrm {2} }\,}

### 補充
工業會中實際測量且定義的漏電感Lk與電氣學會定義的漏電感Le的關係如下：
{\displaystyle L_{\mathrm {k1} }=(1+k)\cdot L_{\mathrm {e1} }\,}
{\displaystyle L_{\mathrm {k2} }=(1+k)\cdot L_{\mathrm {e2} }\,}

## 利用漏電感
一般變壓器的漏電感因為會導致變壓器輸出電壓降低，所以較不為樂見，但可積極利用電流通過時電壓下降的特性，使變壓器有較大的漏電感，主要可應用在具有負性阻抗特性的螢光燈，霓虹燈，以及其他的放電燈的電流安定器，弧形溶接的安定器，微波爐的微波真空管的安定器等。漏磁變壓器，諧振變壓器的用途非常多。
此外，次級線圈中與諧振電容並聯，使次級側的漏電感，電容成分產生諧振的諧振變壓器可應用在螢光燈電子式安定器（Inverter），霓虹燈電子安定器，冷陰極管Inverter或特斯拉線圈中。

## 腳註
1. ↑  取得耦合係數k從0~1的數值。
2. ↑  顯示出的漏電感皆不同。
3. ↑  互連為如鏈匙般交錯。交鏈（英文：interlinkage，日文：鎖交)。
4. ↑  Toroidal鐵心活用百科（山村英穗著CQ出版社）・電氣回路論（法人電氣學會オーム社刊）
5. ↑  漏電感為依據JIS C6435的測量法所測得。
6. ↑  .   [2017-02-11]. （原始内容存档于2017-02-06）.
7. ↑  Prof. Dr.-Ing. Dieter Gerling, , Universität München: 169, （原始内容存档于2017年3月5日）
8. ↑  Kurzschluß-Induktivität （页面存档备份，存于） Leistungselektronische Schaltungen: Funktion, Auslegung und Anwendung Auther: Dierk Schröder.
9. ↑  若各藕合係數數值未能一致，可視為是測量儀器導致的誤差。
10. ↑  耦合係數較為實用且正確應從電感值較大側所測量。即，降壓變壓器須從初級側，昇壓變壓器須從次級側測量。
11. ↑  短路電感（英文：short-circuited inductance）的用語雖在JIS C5602中制定。

## 相關項目
- 變壓器
- 短路電感
- 耦合係數
- 漏磁變壓器
- 諧振變壓器
- 特斯拉線圈

## 外部連結
- 日文:「漏れインダクタンス」用語に関する注意点 （页面存档备份，存于）
- 日文 (PDF). グリーン・エレクトロニクス (CQ出版). 2011年9月, (6)  [2017-02-25]. ISBN 9784789848367. （原始内容存档 (PDF)于2017-05-17）.,PP64
- 日文: (PDF). グリーン・エレクトロニクス (CQ出版). 2017年3月, (19)  [2017-02-25]. （原始内容存档 (PDF)于2017-02-20）.,PP54